# Crewe
Crewe [kɹu:] ist eine Stadt in der britischen Grafschaft Cheshire und gehört zur Unitary Authority Cheshire East. Der etwa 45 km süd-/südwestlich Manchesters gelegene Ort entstand im 19. Jahrhundert aus einem Eisenbahnknotenpunkt und entwickelte sich in der Folge zu einem der Zentren der britischen Automobil- und Schienenfahrzeugindustrie. Die Einwohnerzahl betrug beim Zensus 2011 75.556.

## Geschichte

### Ländliches Gebiet vor 1830
Bis in das 19. Jahrhundert befanden sich auf dem Gebiet des heutigen Orts Crewe lediglich einzelne Bauernhöfe, die den Gemeinden Monks Coppenhall und Nantwich zugeordnet waren. Die Adelsfamilie Crewe besaß einen großen Teil des Landes und residierte in „Crewe Hall“, einem heute im Stadtgebiet gelegenen, 1615–1636 erbauten Herrenhaus. 1831 lebten etwa 70 Personen auf dem heutigen Stadtgebiet.

### Eisenbahnknotenpunkt
In den 1830er-Jahren baute die Grand Junction Railway (GJR) eine Bahnstrecke zwischen Dallam bei Warrington und Birmingham, um eine Verbindung zwischen der Liverpool and Manchester Railway (LMR) und der London and Birmingham Railway (L&BR) herzustellen. Die am 4. Juli 1837 eröffnete Verbindung wurde als Durchgangsstrecke konzipiert; der Anschluss von Orten in der Region spielte keine große Rolle. So wurde die Stadt Wolverhampton im Abstand von etwa einem Kilometer umgangen. An Nantwich führte die Bahntrasse einige Kilometer östlich vorbei. Dort entstand an der Kreuzung mit einer Fernstraße eine Bahnstation, die nach dem Verkäufer der dortigen Grundstücke mit dem Namen „Crewe“ benannt wurde. Kurze Zeit später wurde der Bahnhof Crewe zum Verknüpfungspunkt neu entstandener Bahnstrecken nach Manchester sowie Chester und Holyhead, Ausgangspunkt einer Fährverbindung nach Dublin.

### Stadtgründung 1842
Der Grundstein für den heutigen Ort Crewe wurde 1842 gelegt, als die Grand Junction Railway entschied, ihre Hauptwerkstätte von Liverpool nach Crewe zu verlegen. Als Wohnort für das Personal von Werkstatt, Bahnhof und Zügen entstand eine eigene Stadt, die nach der Bahnstation „Crewe“ genannt wurde. In den folgenden Jahren wuchs die neu entstandene Stadt rapide – so lebten 1871 bereits 40.000 Einwohner in Crewe.

### Crewe Hall
Das Herrenhaus „Crewe Hall“ wurde 1936 vom letzten Lord Crewe in Ermangelung potentieller Erben im Familienkreis an den Staat übertragen. Während des Zweiten Weltkriegs wurde die Anlage zunächst zur Unterbringung britischer und US-amerikanischer Truppen, anschließend als Lager für deutsche Kriegsgefangene mit Offiziersrang genutzt. Nach dem Krieg wurde „Crewe Hall“ an verschiedene Privatunternehmen vermietet und schließlich 1998 verkauft. Heute beherbergt das Herrenhaus ein Luxushotel.

### Entwicklung der Schienenfahrzeugindustrie
1846 entstand durch Fusion der GJR mit der LMR und L&BR die London and North Western Railway  (LNWR), die ab 1863 den Bau von Lokomotiven in Crewe konzentrierte. Zur Versorgung dieser Bahnwerkstatt entstand etwa zeitgleich auch ein Stahlwerk, das als erstes britisches Stahlwerk das Bessemer-Verfahren im großen Stil anwandte.
Nicht zuletzt durch die Lage an einem bedeutenden Eisenbahnknoten behielten die Eisenbahnwerkstätten Crewe ihre herausragende Bedeutung auch nachdem 1923 die LNWR Teil der London, Midland and Scottish Railway wurde und diese wiederum 1948 durch Verstaatlichung Teil von British Railways wurde. Mit Auslieferung der letzten hier gebauten Dampflokomotive, der Güterzuglok Nr. 92250, endete im Dezember 1958 die 115-jährige Tradition im Dampflokomotivenbau. 1970 wurden Fahrzeugbau und -instandhaltung der nunmehrigen „British Rail“ in das staatliche Unternehmen British Rail Engineering Limited (BREL) ausgegliedert. Diese wurde wiederum 1989 in wesentlichen Teilen, einschließlich des Werks Crewe, privatisiert.

### Entwicklung der Automobilindustrie
1938 errichtete Rolls-Royce das Werk „Pyms’ Lane“ in Crewe, das zunächst nur Motoren – insbesondere für das britische Militär – produzierte. Nach dem Zweiten Weltkrieg nahmen sowohl Rolls-Royce als auch der 1931 von Rolls-Royce aufgekaufte Konkurrent Bentley die Produktion von zivilen Automobilen wieder auf und konzentrierten diese auf das Werk Crewe.
1998 wurden die Unternehmen Rolls-Royce Motor Cars und Bentley samt deren Werk Crewe durch den Volkswagen-Konzern übernommen, allerdings ohne die Rechte an der Marke „Rolls-Royce“, die BMW erwarb. Die beiden Automobilkonzerne einigten sich in der Folge darauf, bis Ende 2002 PKWs beider Marken unter Verwendung von BMW-Teilen unter Volkswagen-Regie in Crewe zu bauen und die beiden Marken anschließend zu trennen.
Seit 1. Januar 2003 entstehen Rolls-Royce-PKW in Goodwood (Sussex), während in Crewe nur mehr Bentley ansässig ist.

## Verkehr
Crewe ist ein bedeutender Eisenbahn-Knotenpunkt und verfügt über direkte Zugverbindungen in einen Großteil der britischen Ballungsräume. Der südlich der Stadt angelegte Rangierbahnhof Basford Hall Yards war einer der größten Großbritanniens. Er wurde bereits im Mai 1972, also noch Jahre vor der allgemeinen Aufgabe der Rangierbahnhöfe in Großbritannien, stillgelegt. Seine Reste werden jedoch noch als Betriebsbahnhof für den landesweiten Verkehr von Containerzügen benutzt. Der Ort wird im Schienenpersonenverkehr von den Bahngesellschaften Caledonian Sleeper, CrossCountry, East Midlands Railway, London Northwestern Railway, Northern Trains, Transport for Wales/Trafnidiaeth Cymru sowie Avanti West Coast angefahren.
Auf der Straße ist Crewe über den Motorway M6 erreichbar, der den Ort einige Kilometer nördlich bzw. östlich tangiert und mit diesem über die Fernstraßen A530 und A534 verbunden ist.

## Sport
Der 1877 gegründete Fußballverein Crewe Alexandra ist der bekannteste Sportverein der Stadt. Der Verein galt lange Jahre als „schlechtestes Ligateam Englands“, bevor Crewe Alexandra ab Mitte der 1980er-Jahre unter Regie des bis 2011 dort tätigen Trainers Dario Gradi in die dritte und schließlich zweite englische Fußballliga aufstieg.

## Söhne und Töchter der Stadt
- Richard Francis Trevithick (1845–1913), Ingenieur
- Thomas C. Gilchrist (1862–1927), US-amerikanischer Dermatologe
- William Mellor (1888–1942), Journalist
- Leslie P. Davies (1914–1988), Schriftsteller
- Frank Blunstone (* 1934), Fußballspieler und -trainer
- Ronnie Cope (1934–2016), Fußballspieler
- Neil Brooks (* 1962), australischer Schwimmer
- John Mark Ainsley (* 1963), Sänger
- Matthew Stephens (* 1970), Radsportler
- Matt Langridge (* 1983), Ruderer und Olympionike
- Craig Jones (1985–2008), Motorradrennfahrer
- Shanaze Reade (* 1988), Radsportlerin
- Bryony Page (* 1990), Trampolinturnerin
- Nick Powell (* 1994), Fußballspieler
- Rowan Cheshire (* 1995), Freestyle-Skierin
- Luke Greenbank (* 1997), Schwimmer
- James Maxwell (* 2001), Fußballspieler

## Städtepartnerschaften
- Mâcon, Frankreich
- Bischofsheim, in der Nähe von Mainz, Deutschland
- Dzierżoniów, Polen, seit 2005

## Sonstiges
Ein etwa drei Kilometer breiter Krater auf dem Mars (Koordinaten: 25° Süd, 10° West) wurde nach der Stadt Crewe benannt.